# Derzsy
Derzsy o también Derzsy de Pozsonycsákány era una familia noble en Hungría,que se originó en el siglo XV. Provenía del pueblo Čakany, que se encuentra en el distrito Dunajská Streda.Sus miembros participaban en la vida política y económica del país y eran conocidos por sus propiedades, especialmente alrededor de Žitný ostrov y Zelemér. Otras familias nobles estaban asociadas con la familia Derzsy, entre las cuales estaban las familias Zeleméry y Parlaghy.

## Miembros destacados de la familia
- Ján Derzsy – Fue un importante noble húngaro y un comandante militar en el siglo XV. Participó en varias campañas militares y tuvo considerable influencia en la región.
- Mikuláš Derzsy – Al igual que sus antepasados, Mikuláš estuvo involucrado en asuntos políticos y militares. Es conocido por su participación en la defensa del país contra los ataques otomanos.
- János Derzsy – Conocido por sus méritos militares, participó activamente en la política de defensa de Hungría en el siglo XVI.